# Arichanna leucorhabdos
Arichanna leucorhabdos är en fjärilsart som beskrevs av Eugen Wehrli 1937. Arichanna leucorhabdos ingår i släktet Arichanna och familjen mätare. Inga underarter finns listade i Catalogue of Life.